# Roodenburgerdistrict
Het Roodenburgerdistrict is een van de 10 districten (wijken) van de Nederlandse stad Leiden. De wijk had op 1 januari 2023 22.955 inwoners.

## Geografie
Het Roodenburgerdistrict ligt ten oosten van de Binnenstad en bestaat uit 10 buurten: Meerburg, Rijndijkbuurt, Professorenwijk-oost, Burgemeesterswijk, Professorenwijk-west, Tuinstadwijk, Cronestein, Klein Cronestein (Polderpark Cronesteyn), Roomburg en Waardeiland. De Rijndijkbuurt, de Burgemeesterswijk en de Tuinstadwijk grenzen aan de binnenstad. De oostelijke kant van het district ligt aan de A4. In de wijk ligt het station Leiden Lammenschans met daarnaast het opvallende gebouw van het ROC Leiden. Het maakt deel uit van het Lammenschanspark, waar ook een studentencampus wordt ontwikkeld met huisvesting voor circa 1900 studenten genaamd De Leidse Schans.

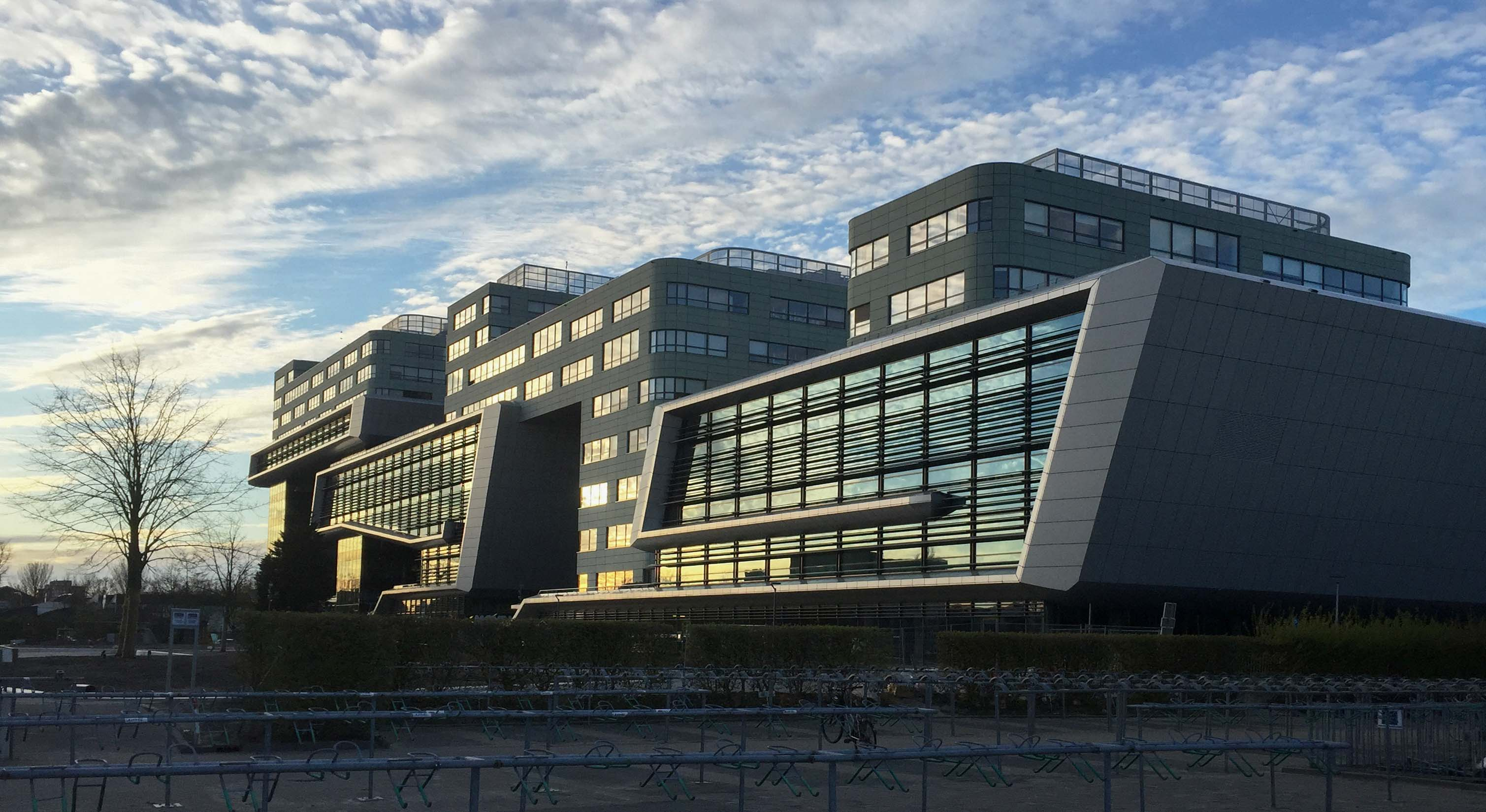
Gebouw van het ROC Leiden bij het station Leiden Lammenschans

## Verkeer en vervoer
De belangrijkste weg in de wijk is de Lammenschansweg, die de N206 met de binnenstad verbindt. Er zijn veel fietspaden en dit is de snelste manier om je door de wijk te verplaatsen. In de wijk is één station: station Leiden Lammenschans. Er zijn veel bushaltes.